# Nó de trevo
Nó de trevo (ou nó trifólio) é o exemplo mais simples de um nó não trivial. Pode ser obtido juntando as duas extremidades, resultando em um laço atado. Como o nó simples, o nó de trevo é fundamental para o estudo da teoria dos nós matemática, onde tem diversas aplicações em topologia e geometria.
O nó tem esse nome por causa de sua semelhança com folhas do trevo.

## Descrição
O nó de trevo pode ser definido com as seguintes equações paramétricas:
{\displaystyle x=\sin t+2\sin 2t}
{\displaystyle \qquad y=\cos t-2\cos 2t}
{\displaystyle \qquad z=-\sin 3t}
Qualquer deformação contínua da curva acima também é considerada um nó de trevo. Especificamente, qualquer curva isotópica a um nó de trevo é também considerada um nó de trevo. Além disso, a imagem espelhada (ou especular) de um nó de trevo também é considerada como um trevo. Na topologia e na teoria dos nós, o trevo é geralmente definido usando um diagrama de nó em vez de uma equação paramétrica explícita.

Na geometria algébrica, o trevo também pode ser obtido como a intersecção em C2 da esfera tridimensional unitária S3 com a curva plana complexa de zeros do polinômio complexo z2 + w3 (uma parábola semicúbica).
Se uma extremidade de uma fita (ou faixa) é virada três vezes e, em seguida, colada na outra, o bordo do papel forma um nó de trevo.

## Simetria
O nó de trevo é quiral, no sentido de que um nó de trevo pode ser distinguido de sua própria imagem espelhada. As duas variantes resultantes são conhecidas como o trevo canhoto e o trevo destro. Não é possível deformar um trevo canhoto continuamente em um trevo destro, ou vice-versa. (Ou seja, os dois trevos não são isotópicos.) Embora o nó de trevo seja quiral, é também invertível, significando que não há nenhuma distinção entre um trevo orientado no sentido anti-horário e um trevo orientado no sentido horário. Ou seja, a quiralidade de um trevo depende apenas da forma como se dão os cruzamentos, não da orientação da curva.

Nó de mão torna-se um nó trevo juntando as extremidades.

## Não trivialidade
O nó de trevo não é trivial, o que significa que não é possível "desatar" um nó de trevo em três dimensões sem cortá-lo. Do ponto de vista matemático, isso significa que um nó de trevo não é isotópico a um círculo, que é o nó trivial. Em particular, não há nenhuma seqüência de movimentos de Reidemeister que irá desatar um trevo.
Provar isso requer a construção de um invariante de nós que distinga o trevo do nó trivial. O invariante mais simples que faz isso a propriedade de ser ou não tricolorizável: o trevo é tricolorizável, mas o nó trivial não é. Além disso, praticamente todos os invariantes polinomiais de nós distinguem o trevo de um nó trivial, assim como a maioria dos invariantes de nós relevantes.

## Classificação
Na teoria dos nós, o trevo é o primeiro nó não trivial, e é o único nó com três cruzamentos. É um nó primo, e é listado como 3_1 na notação de Alexander-Briggs. A notação de Dowker para o trevo é 4 6 2, e a notação de Conway para o trevo é [3].
O trevo pode ser descrito como o nó toral (2,3). É também o nó obtido pelo fechamento da trança σ13.
O trevo é um nó alternado. No entanto, não é um nó de fatia, o que significa que ele não limita um disco bidimensional suave na bola de quatro dimensões; uma maneira de provar isso é notar que sua assinatura não é zero. Outra prova é que seu polinômio de Alexander não satisfaz a condição de Fox-Milnor.
O trevo é um nó fibrado, o que significa que seu complemento em {\displaystyle S^{3}} é um feixe de fibras sobre o círculo {\displaystyle S^{1}}. No modelo do trevo como o conjunto de pares {\displaystyle (z,w)} de números complexos tais que {\displaystyle |z|^{2}+|w|^{2}=1} e {\displaystyle z^{2}+w^{3}=0}, esse feixe de fibras tem o mapa de Milnor {\displaystyle \phi (z,w)=(z^{2}+w^{3})/|z^{2}+w^{3}|} como sua fibração, e um toro com um furo como sua superfície de fibra.

## Invariantes
O polinômio de Alexander do nó de trevo éː
{\displaystyle \Delta (t)=t-1+t^{-1},\,}
e o polinômio de Conway éː
{\displaystyle \nabla (z)=z^{2}+1.}
O polinômio de Jones éː
{\displaystyle V(q)=q^{-1}+q^{-3}-q^{-4},\,}
e o polinômio de Kauffman do trevo éː
{\displaystyle L(a,z)=za^{5}+z^{2}a^{4}-a^{4}+za^{3}+z^{2}a^{2}-2a^{2}.\,}
O grupo de nó do trevo é dado pela apresentação
{\displaystyle \langle x,y\mid x^{2}=y^{3}\rangle \,}
ou, equivalentemente,
{\displaystyle \langle x,y\mid xyx=yxy\rangle .\,}
Esse grupo é isomórfico ao grupo de tranças com três cordas.

## Na religião e na cultura
Como o mais simples nó não trivial, o nó de trevo é um motivo comum na iconografia e artes visuais. Por exemplo, a forma comum do símbolo de triquetra é um trevo, como são algumas versões do Valknut.

### Galeria de Fotos

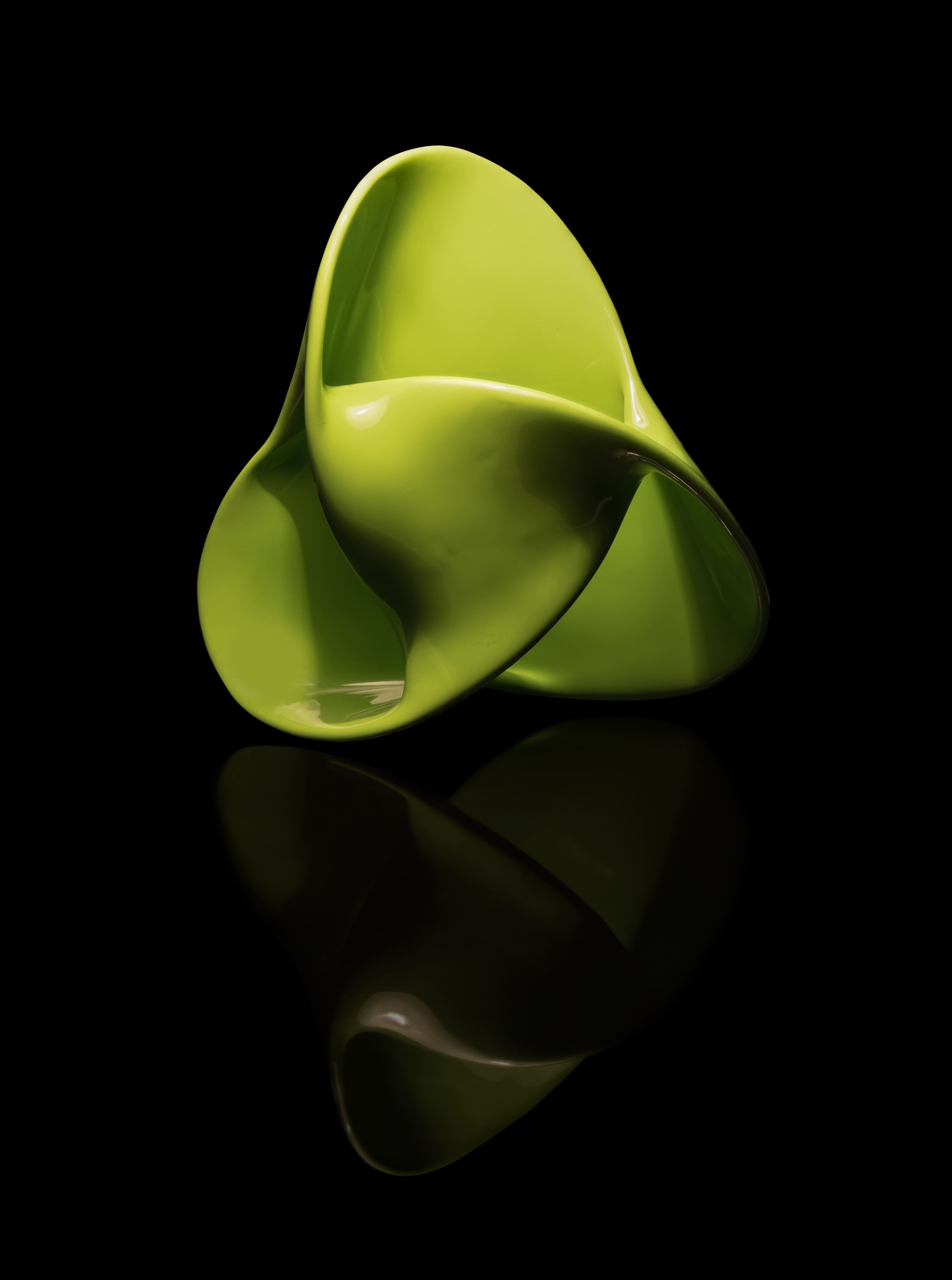
Superfície de um nó de trevo
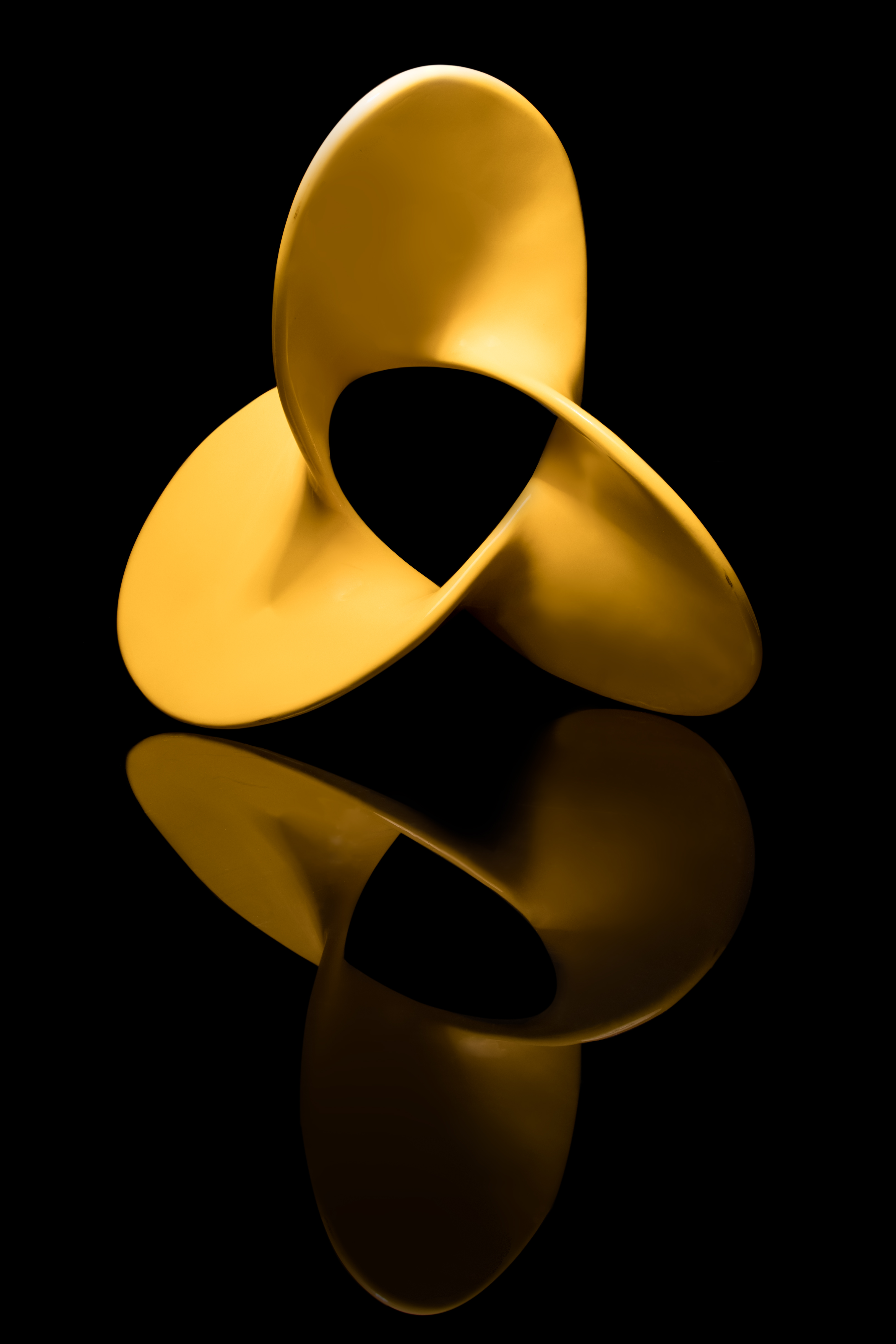
Superfície de um nó de trevo
Forma de um nó de trevo sem simetria visual tridimensional
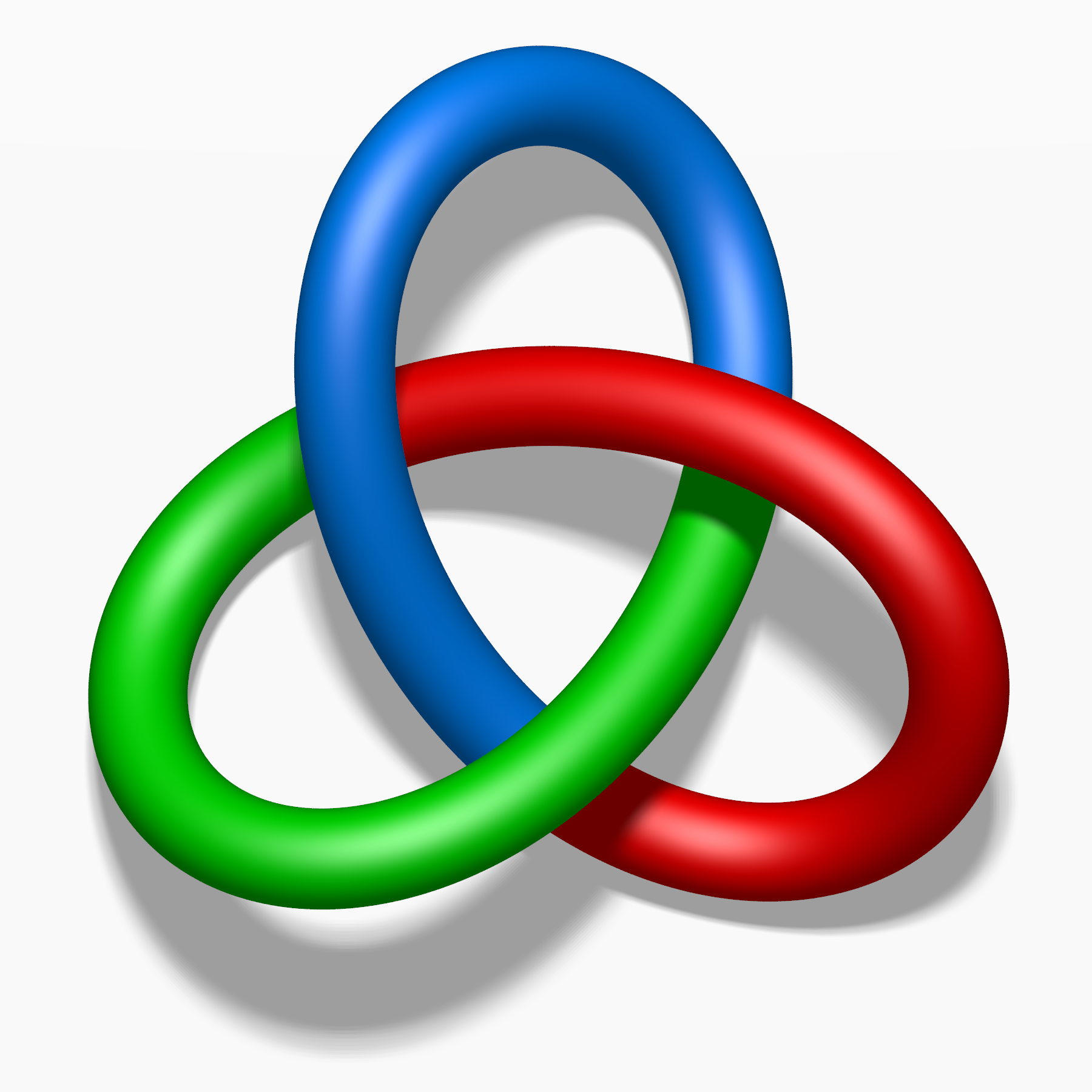
O nó de trevo é um nó tricolorizável
Visualização tridimensional de uma curva isotópica ao nó de trevo
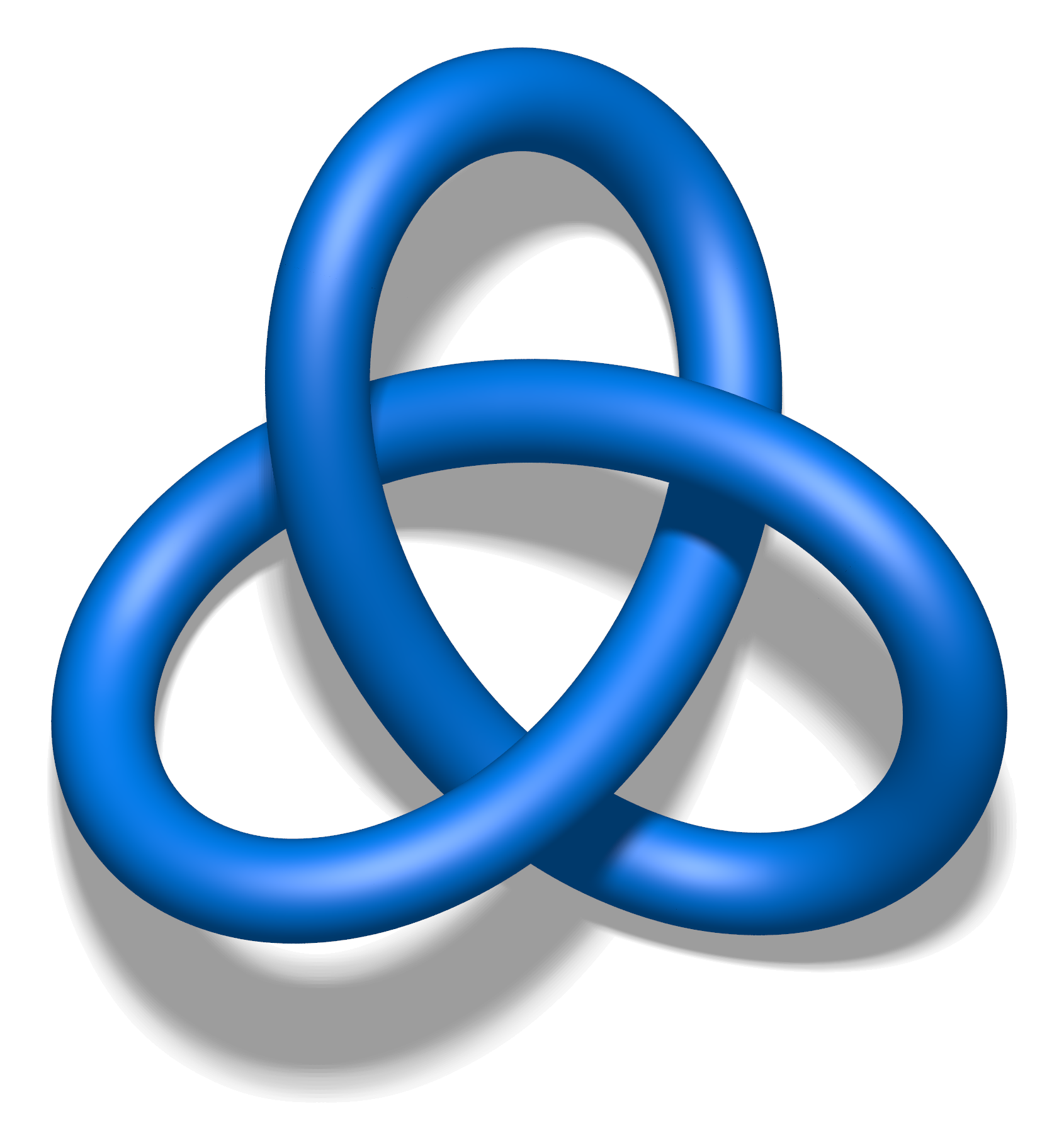
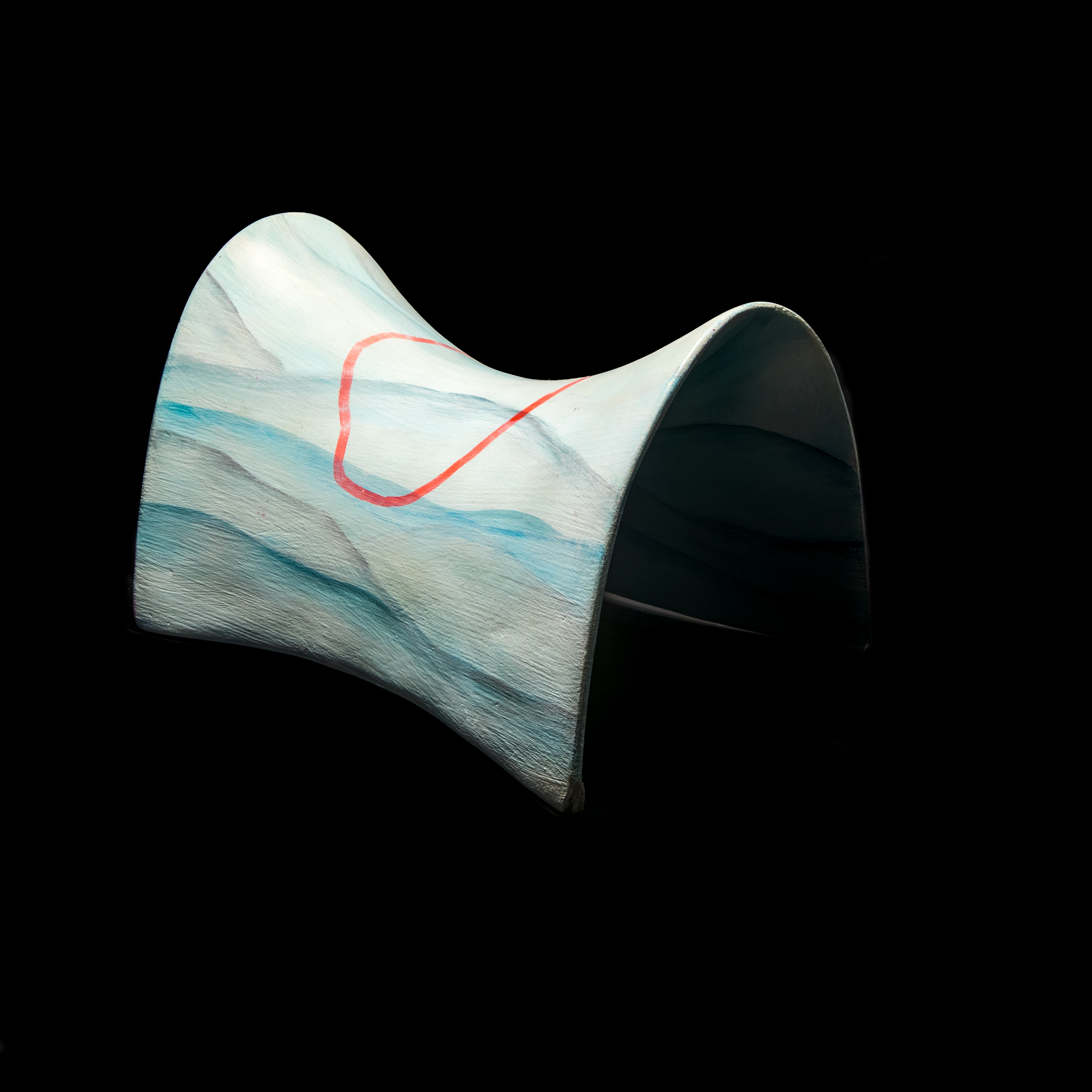
Superfície ilustrando o bordo do nó trifólio, parte do acervo da Matemateca IME-USP